# Marcel Ichac
Marcel Léon Ichac (Rueil-Malmaison, 22 de outubro de 1906 - Ézanville, 9 de abril de 1994) foi um alpinista, explorador e cineasta francês. Também foi das primeiras pessoas a introduzir a música eletrónica no cinema, com a presença de ondas Martenot no filme Karakoram (1936) e produziu o primeiro filme francês em CinemaScope, Nouveaux Horizons (1953).
Marcel Ichac é o único alpinista a ter feito parte das duas expedições francesas ao Himalaya, em 1936 e em 1950, e ter filmado as grandes explorações francesas do seu tempo.

## Explorador-realizador
- Karakoram. A primeira expedição francesa no Himalaya, ao Karakoram, teve lugar em 1936, foi dirigida por Raymond Leininger e composta por Henry de Ségogne, Jean Charignon, Pierre Allain, Jean Carle, Jean Deudon, Marcel Ichac, Louis Neltner, Jacques Azémar e o médico Jean Arlaud Esta expedição é relatada no filme Karakoram.

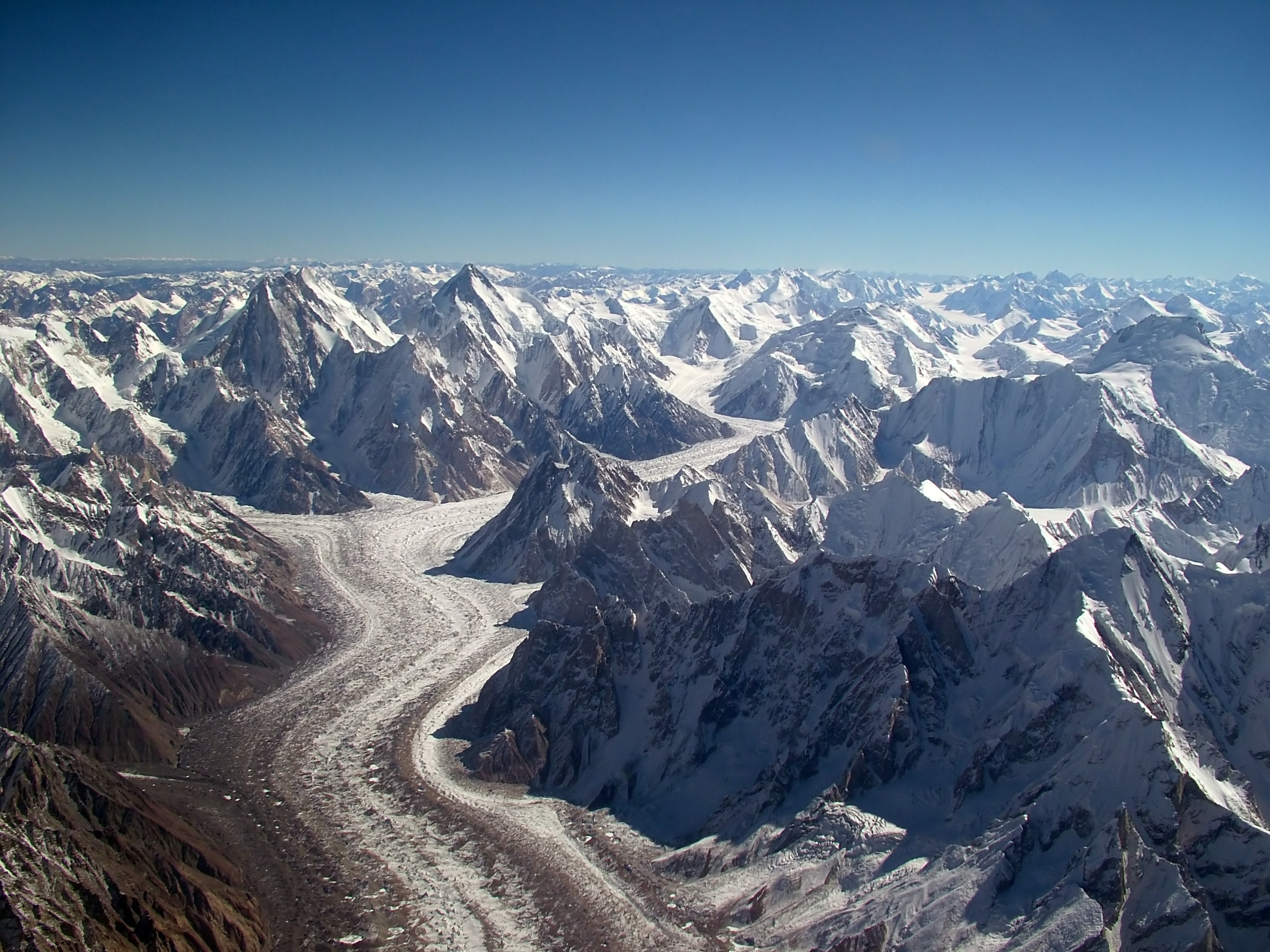
Baltoro em 2005

Depois de uma longa marcha de chegada através de regiões quase desérticas, e depois do imenso glaciar do Baltoro, a caravana com 700 carregadores chegam ao supé  do Hidden Peak, um das montanhas com mais de oito mil metros de altitude. A chegada precoce da monção impede a ascensão depois de tertem subido a  7 000 m. Marcel Ichac trouxe dessa expedição um grande clássico do cineme de montanha, o filme Karakoram que saiu em  1936, e foi remontado em 1986).

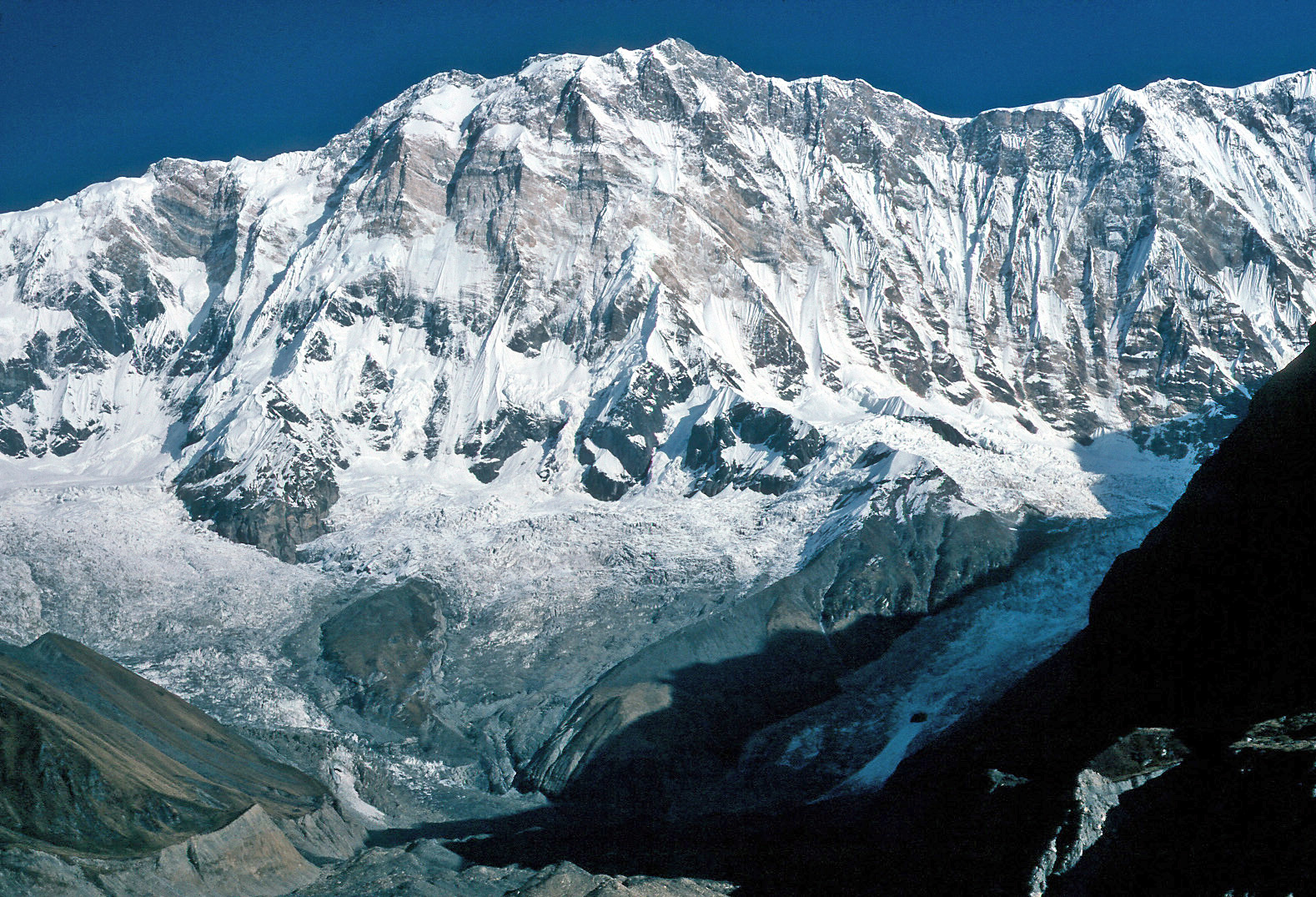
Annapurna em 1982

- Annapurna. Em 1950, a França lança uma segunda expedição en Himalaya, chefiada por Maurice Herzog, e com Louis Lachenal, Lionel Terray, Gaston Rébuffat, Jean Couzy, Marcel Ichac (o único que havia tomada parte na 1ra expedição em 1936), Marcel Schatz, Jacques Oudot, e Francis de Noyelle.

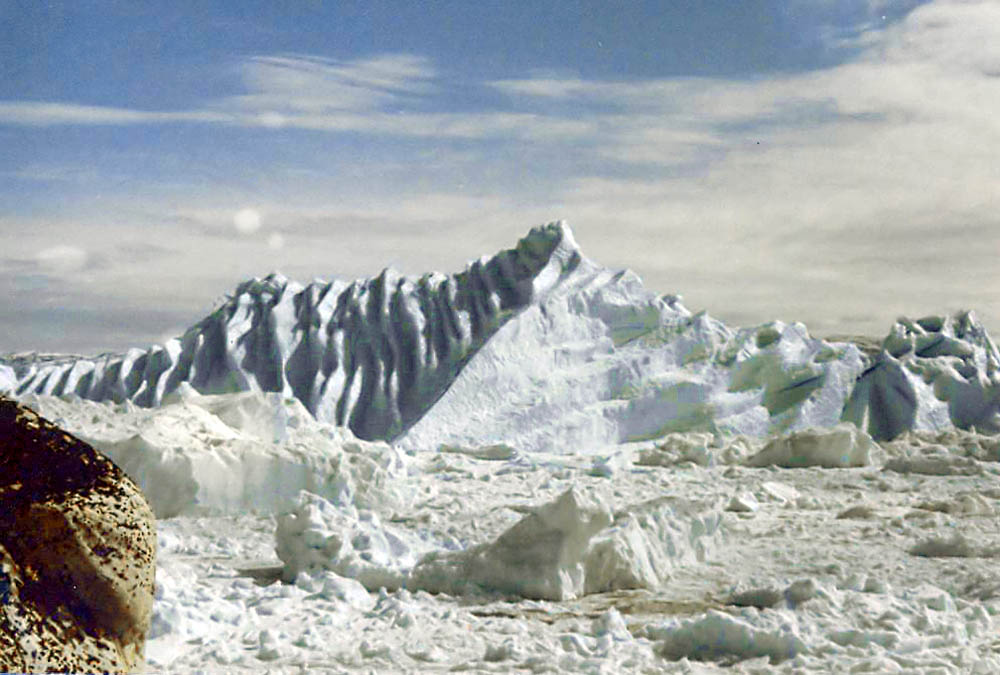
Ilulisat

- Gronelând. Marcel Ichac cruza-se com Paul-Émile Victor nos fins 1930, no Clube alpino francês e na ais et à la Société des explorateurs français. Em 1949, Marcel Ichac é membro da campanha das Expéditions polaires françaises (EPF). No ano seguinte nova expedição para descobrir o coração da inlandsis e construir uma estação científica subterrânea para permitir a uma pequena equipa de aí passar o Inverno. Marcel Ichac com o seu assistente Jean-Jacques Languepin  realizam  o filme Groenland, 20.000 lieues sur les glaces.[2]
- Exploração submarina. Marcel Ichac e Jacques-Yves Cousteau, que se conheceram em Megève em 1942, tinha ambos o mesmo objectivo : fazer descobrir ao grande público, através do cinema os lugares inacessíveis, a alta montanha para Ichac e os fundos do mar para  Cousteau. Tanto Marcel Ichac como Jacques-Yves Cousteau serão laureados no Congrès de films documentaires de 1943. A partir daí, uma cooperação episódica mas regular se estabelece entr os dois.

## Distinções
Como todos os outros participantes da expedição ao Annapurna, também recebeu o Prix Guy Wildenstein 

## Filmografia
- Karakoram (1936).
- A l´assaut des aiguilles du Diable (1942).
- Tempête sur les Alpes (1944-1945).
- Carnets de plongée (1948), com Jacques-Yves Cousteau.
- Groenland, 20.000 lieues sur les glaces (1952), experdição polar com Paul-Emile Victor à Gronelândia.
- Victoire sur l´Annapurna (1953) com Maurice Herzog no Annapurna.
- Les étoiles de midi (1958), a sua mais famosa longa-metragem.
- La Rivière du Hibou (1960), Academy Award de Hollywood.
- Le conquérant de l'inutile (1967): a vida de Lionel Terray.
- La Légende du lac Titicaca com Jacques-Yves Cousteau.
- primeiros documentários de espeleologia.
- etc.